# Таккола
Таккола (итал. Taccola, с итал. — «Галка»; наст. имя Мариано ди Якопо; 1382, Сиена, Тоскана — 1453) — итальянский полимат, наиболее известный как художник и инженер-теоретик эпохи раннего Возрождения. Именно его перу принадлежат первые известные нам иллюстрации типа «рисунок в разрезе». Работы Такколы широко копировались и изучались художниками и инженерами более позднего Возрождения, в том числе Франческо ди Джорджо и, возможно, Леонардо да Винчи.

## Биография
Мариано ди Якопо родился в 1382 (или 1381) году в Сиене. Практически ничего неизвестно о его детстве и юности, о его учёбе и образовании. Уже будучи взрослым, он работал в родном городе в разных областях: был нотариусом, секретарём в университете, скульптором, управляющим по дорожным делам, инженером-гидравликом. В конце 1440-х годов Таккола ушёл на покой с официальных должностей и стал получать пенсию от государства, полностью посвятив себя любимому хобби: теоретическому конструированию различных механизмов и рисованию. Скончался Таккола около 1453 (1458?) года.

## Работы
До нас дошли два крупных трактата Такколы. Первый — «О двигателях», состоящий из четырёх книг, которые учёный писал с 1419 по 1433 год, а исправлял и дополнял иллюстрации до 1449 года. В том же 1449 году был опубликован второй трактат — «О машинах», в котором Таккола в основном развивал и дополнял механизмы, описанные им в первом его труде.

Таккола с помощью чернил и бумаги создавал искусные механизмы из области гидравлики, мельничного и военного дела, много внимания уделял грузоподъёмным кранам и системам двусторонних зубчатых колёс. Интересно, что Таккола крайне неумело пользовался графическими приёмами перспективных построений, хотя известно, что он консультировал «отца линейной перспективы», архитектора Филиппо Брунеллески (1377—1446).

На протяжении веков имя Такколы было практически забыто, так как его работы остались только в единичных рукописных вариантах, однако в 1960-х годах его манускрипты были «открыты заново» в библиотеках Мюнхена и Флоренции, идентифицированы и вскоре «О двигателях» и «О машинах» впервые увидели свет в печатном виде.

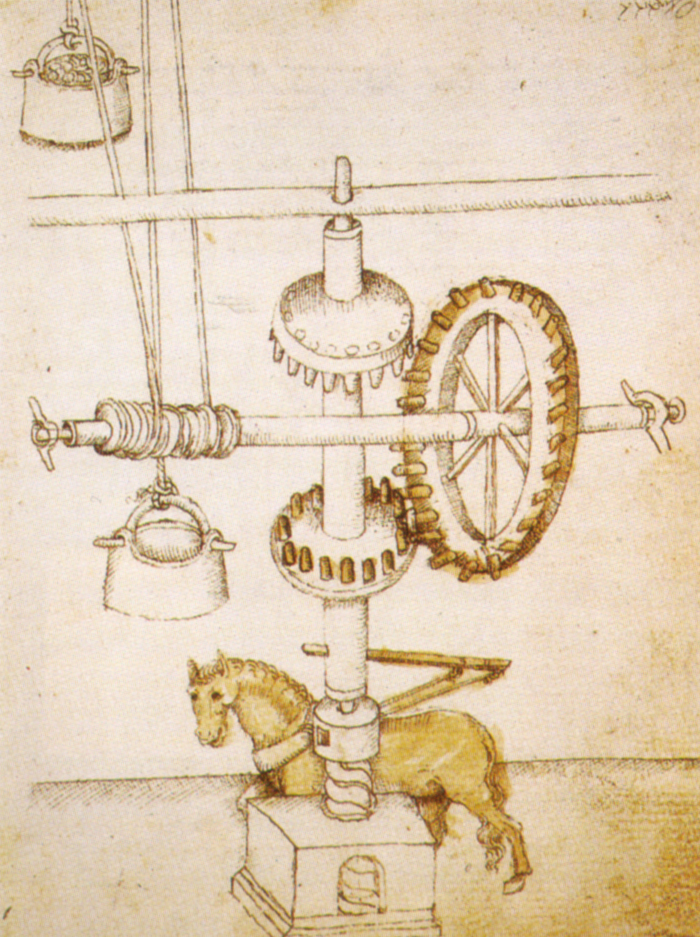
Двигатель на лошадиной тяге, ок. 1430.
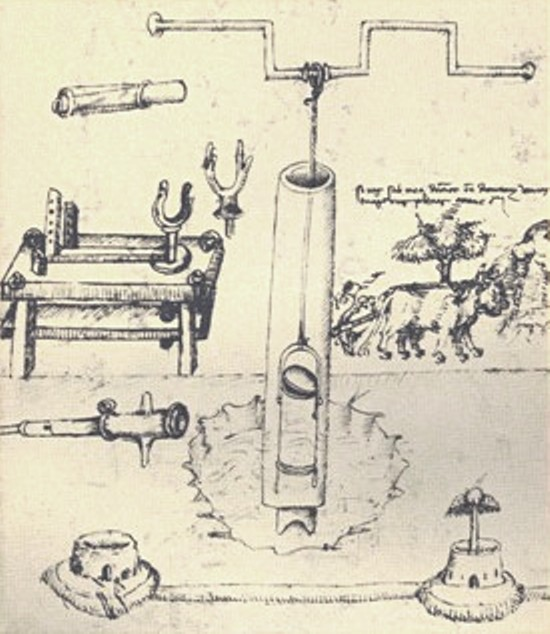
Первое европейское изображение поршня, ок. 1450.
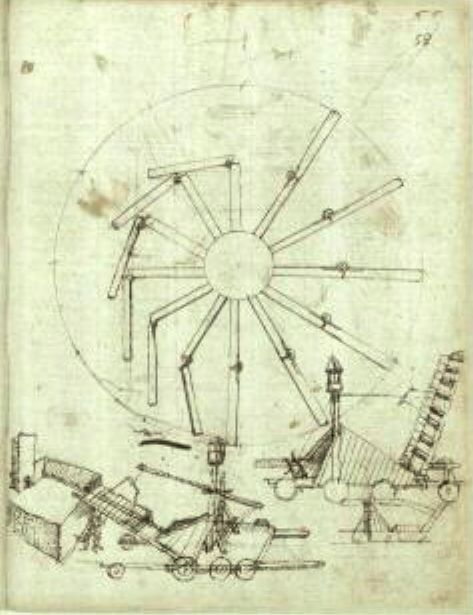
«Вечный двигатель»[3] и военные машины
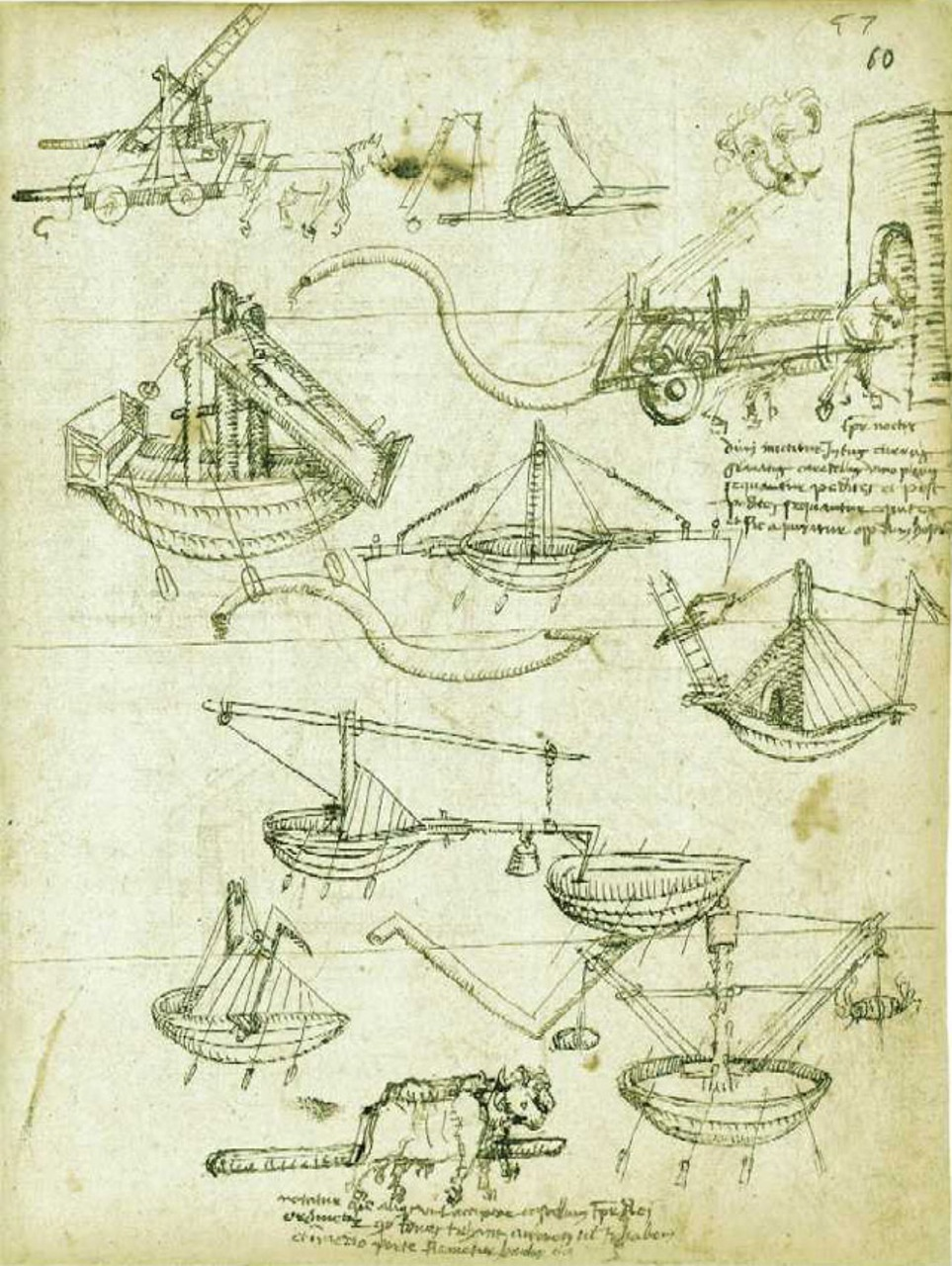
Машины
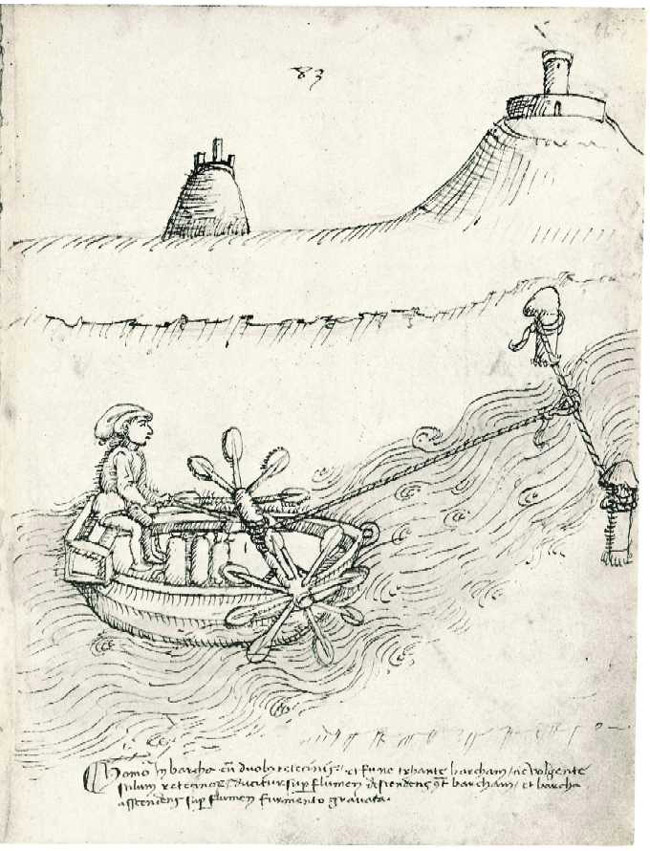
Лодка, 1449.
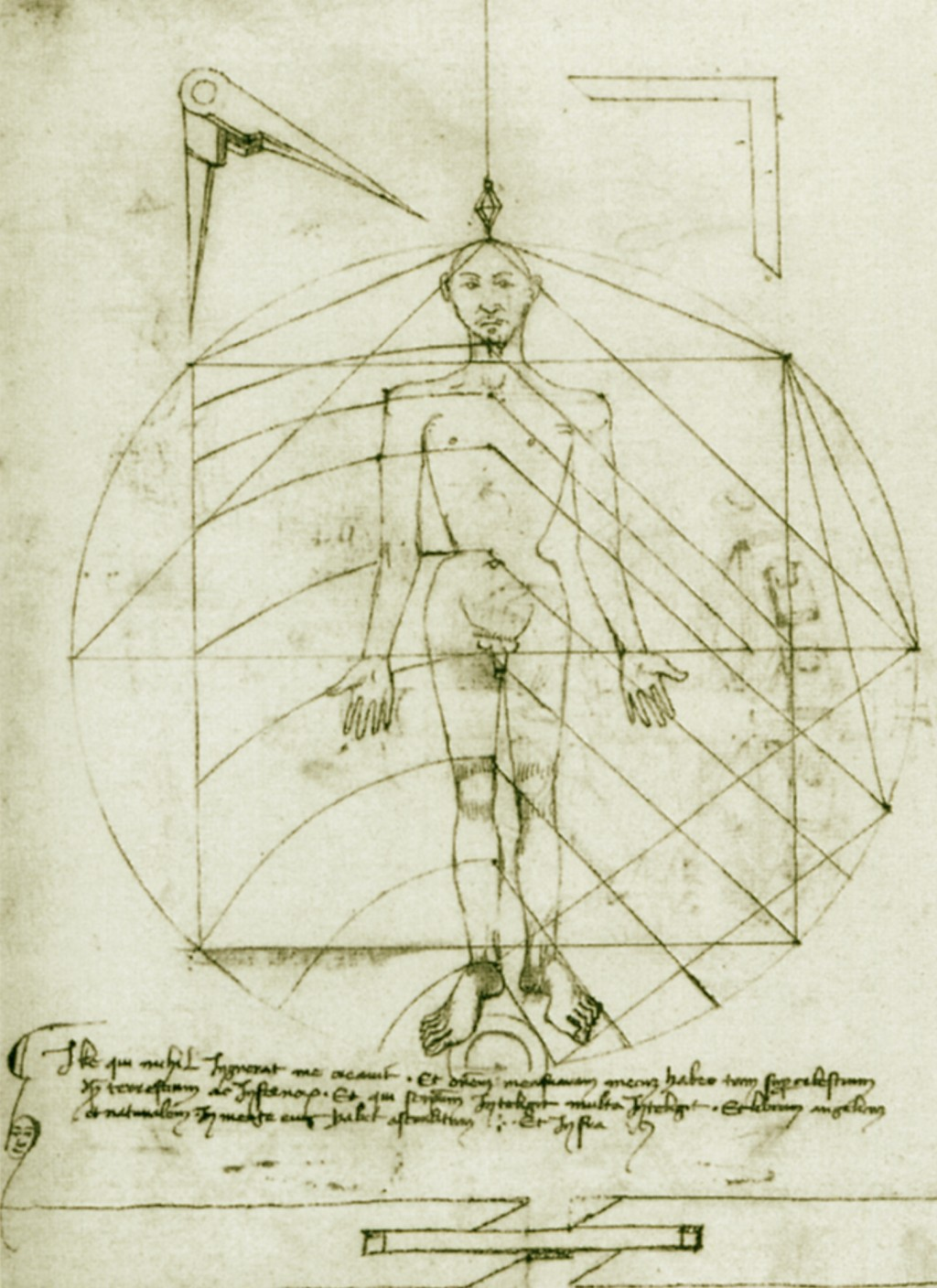
Витрувианский человек